# Белопольская, Виктория Марковна
Викто́рия Ма́рковна Белопо́льская (род. 8 июня 1963, Москва, СССР) — советский и российский кинокритик. Одна из авторов статей кинословаря «Новейшая история отечественного кино. 1986—2000».

## Биография
Виктория Белопольская родилась 8 июня 1963 года в Москве. Окончила факультет журналистики Московского государственного университета (1986). По окончании университета работала в редакционно-издательском отделе творческо-производственного объединения «Киноцентр», корреспонденткой журнала «Огонёк» и обозревательницей газеты «Коммерсантъ-Daily». Была составительницей программ неигрового кино для отечественных и международных фестивалей.
Как утверждала киновед Любовь Аркус в семитомном издании «Новейшая история отечественного кино. 1986—2000», после статьи «Наступление настоящего на остальное время», опубликованной в седьмом номере журнала «Искусство кино» за 1990 год, Викторию стали упоминать в числе «наиболее перспективных молодых кинокритиков». По мнению Аркус, в текстах статей критика присутствовало знание предмета и умение видеть его в общекультурном контексте.
Суть маски, определившей стиль и интонацию в том, что критик-персонаж смотрит на любое событие или явление со сниженной позиции житейского здравого смысла. […] Привычной ироничностью она готова поступиться лишь тогда, когда предметом её штудий, неизменно тяготеющих к вольным формам эссе, становится современное неигровое кино. Виктория Белопольская занимается им давно и всерьёз, пишет о нём много и разнообразно.
Публиковала статьи в журналах «Искусство кино», «Сеанс», «Советский экран», «Столица», «Elle», газетах «Экран и сцена», «Литературная газета», «Новое русское слово» (Нью-Йорк). В 2014 году подписала письменное обращение КиноСоюза «Мы с вами!» в поддержку Украины. В 2015 году работала программным директором Международного фестиваля авторского документального кино «Артдокфест» (Рига).

## Награды
- Специальное упоминание экуменического жюри на Московском международном кинофестивале (1992) — за программу документальных фильмов «Уральский феномен: кино русской провинции»
- Приз «Зелёное яблоко — золотой листок» лучшему кинокритику (1996)
- Премия Гильдии киноведов и кинокритиков России в категории «Кинокритика в периодических изданиях» (1999)